# Manta esperancera

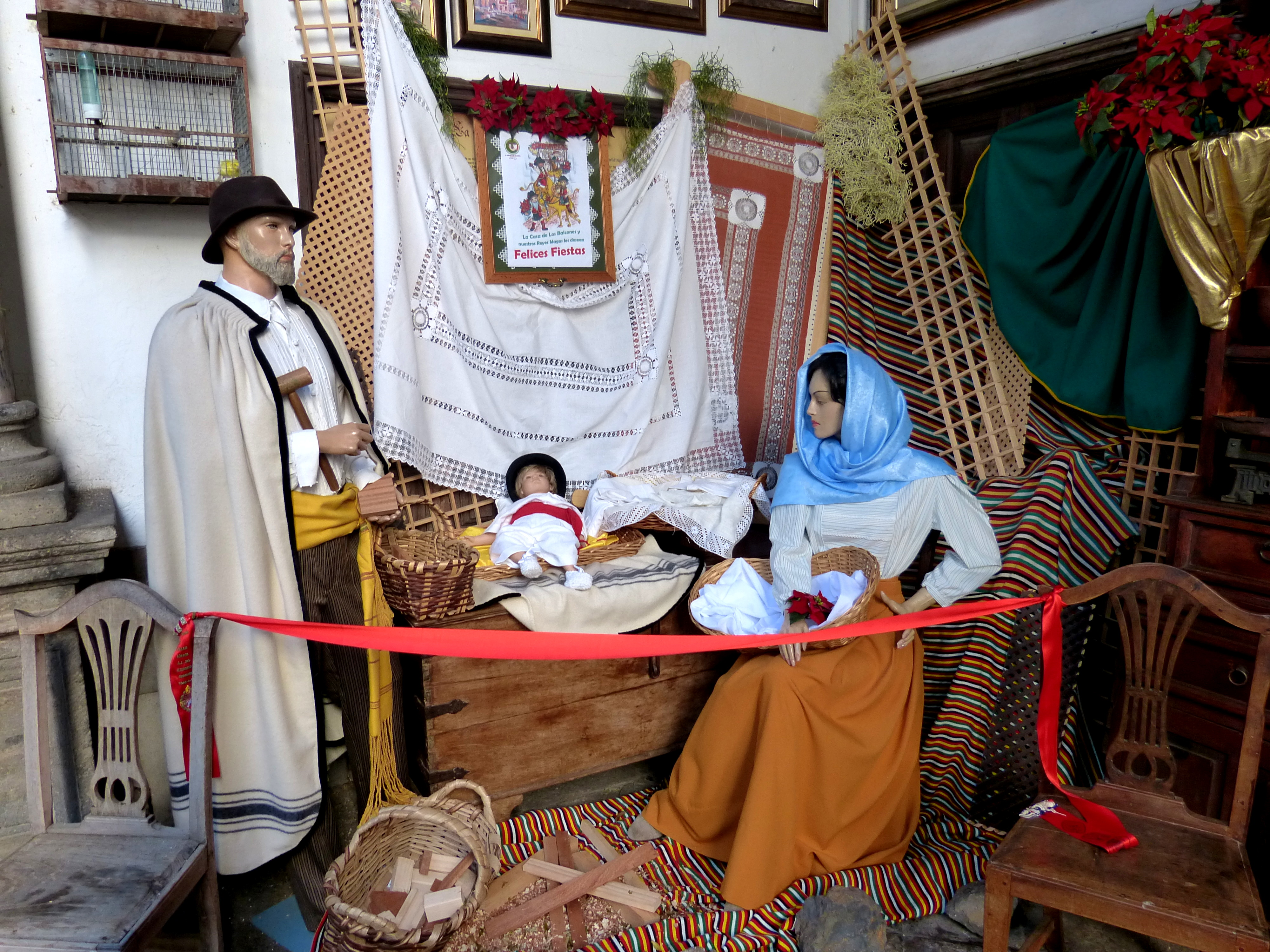
Belén canario en La Orotava (Tenerife). En la figura que representa a San José se aprecia que lleva la Manta esperancera.

La manta esperancera es una prenda en forma de capa tradicional de los campesinos de la isla de Tenerife (Islas Canarias, España).
La manta es siempre de color pastel o beis y tiene en la parte inferior sin rozar el borde una serie de franjas alternas con el fondo beis de tonalidades azules. La Manta esperancera tuvo su origen en las situaciones climatológicas de las zonas altas, húmedas y boscosas de la isla de Tenerife. Originalmente eran mantas de lana al uso importadas de Inglaterra. Posteriormente comenzó a usarse como indumentaria del hombre de campo. La Manta esperancera toma su nombre de la localidad de La Esperanza, por ser este el lugar de la isla donde más se usaba debido a las situaciones climatológicas de humedad en esta zona de la isla.
Sin embargo muchos autores afirman que la manta esperancera es una evolución del tamarco, prenda que era utilizada por los guanches (antiguos aborígenes de la isla) para también cubrirse del frío y la humedad. 
Juan de la Cruz refiere en su libro «Textiles e indumentaria de Tenerife» un texto de Alfredo Diston que acompaña la lámina «Hombre de Tacoronte», de su álbum de 1824. Dice textualmente:

«La parte más llamativa de su atuendo consiste en una manta inglesa doblada sobre un trozo de cuerda que se ata alrededor del cuello. Esta forma una capa que lo defiende de las abundantes lluvias que caen en el elevado lugar donde habita y, envuelto en ella, pasa la noche sin desvestirse, recostado en el piso de tierra de su miserable choza o en un lecho de paja. Del total de las mantas importadas a Tenerife, ni una cuarta parte es utilizada para cubrir las camas, casi todos los campesinos las llevan como se muestra aquí.»
Textiles e Indumentaria de Tenerife.

Con el paso del tiempo, la manta esperancera se ha convertido en símbolo de la indumentaria tradicional de las Islas Canarias pasando a ser usada por varios grupos folklóricos tradicionales de las islas como Los Sabandeños y el grancanario Los Gofiones, entre otros.